# Jardins de l'allée des Princes
Les jardins de l'allée des Princes sont un chemin de promenade situé à Nevers, en France.

## Présentation
C'est un chemin en zigzag, entouré de vieilles pierres et de végétation, permettant de joindre les Quais de Loire et le Palais Ducal.

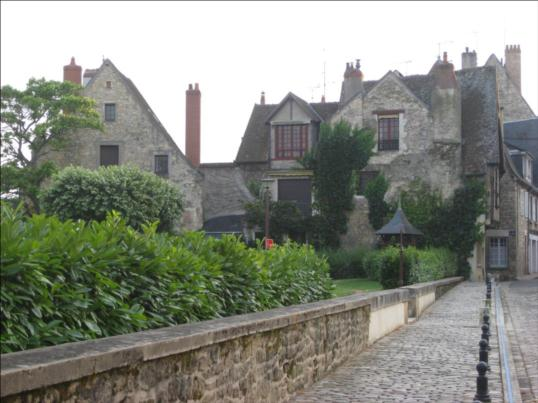
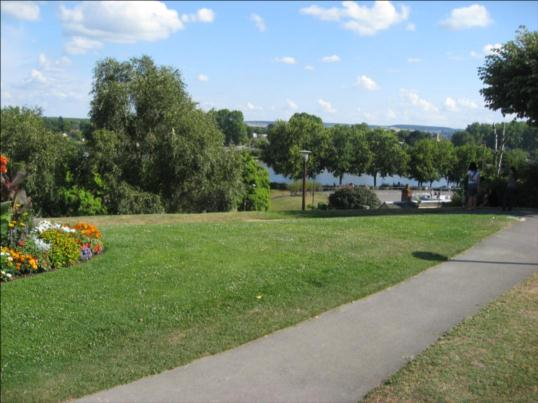
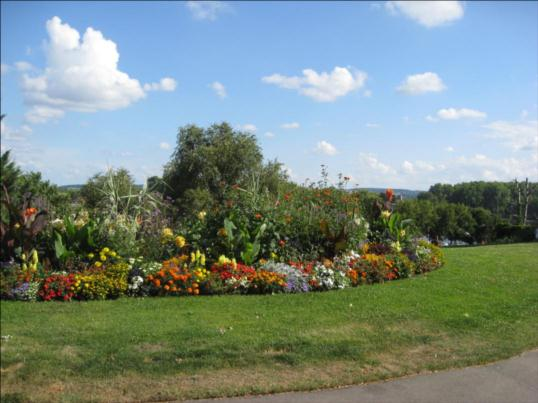
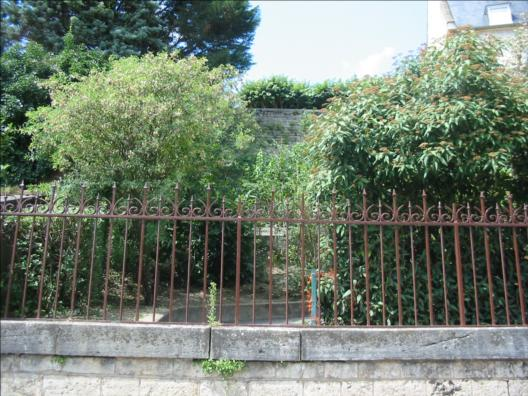